# 月曜組曲
『月曜組曲』（げつようくみきょく）は、一部TBS系列局で放送されたTBS製作の音楽番組。製作局のTBSでは2004年10月5日（4日深夜）から同年12月21日（20日深夜）まで、毎週火曜 0:25 - 1:25 (月曜深夜、JST) に放送。全11回。

## 概要
この番組は2部構成で、前半30分では小田和正が案内役およびメインアーティストを務めた公開収録番組『風のようにうたが流れていた』を放送していた。後半30分はベッキーが案内役を務めたトーク番組で、ゲストを迎えて思い出の音楽などについて語り合ったり、新進気鋭のアーティストが楽曲を披露したりしていた。系列地方局では週遅れや時期遅れで放送されるケースが多く、中国放送は木曜深夜の放送のため、『小田組曲』というタイトルに変更していた。また、中部日本放送のようにこの番組をネットしなかった局も存在していた。
番組終了後、第1部は同年12月25日に総集編特別番組『クリスマスの約束 〜風のようにうたが流れていた〜』を放送して最後を締めくくったほか、全11回の放送内容を収録したDVDを後に発売。第2部は『月光音楽団』と題してリニューアルし、事実上の存続を果たした。

## スタッフ
- 演出 - 中鉢功
- プロデューサー - 鈴木慎治、服部英司
- 演出・プロデューサー - 大木真太郎
- チーフプロデューサー - 阿部龍二郎
- 制作 - TBSテレビ
- 製作 - TBS